# Габриела Сабо
Вижте пояснителната страница за други личности с името Сабо.
Габриела Тимеа Сабо (на унгарски: Szabó Tímea Gabriella) е унгарска състезателка в четириместен каяк.

## Биография
Родена е на 14 август 1986 година в Будапеща, Унгария. Състезава се за отбора на Dunaferr, Унгария. Носителка е на сребърен медал на 500 метра от Олимпийските игри в Пекин през 2008 г.